# Lithiumhexafluoroantimonat(V)
Lithiumhexafluoroantimonat, Li[SbF6] ist das Lithium-Salz der Hexafluorantimonsäure H[SbF6].

## Verwendung
Das Salz wird als Photoinitiator für die Produktion von Polymeren eingesetzt.

## Eigenschaften
Lithiumhexafluoroantimonat ist ein weißes Pulver, mit einer Dichte zwischen 3,2 g·cm−3 und 3,5 g·cm−3. Es ist löslich in Wasser.
Die Verbindung kristallisiert in der rhomboedrischen Raumgruppe R3 (Raumgruppen-Nr. 148) mit den Gitterkonstanten a = 5,43 Å, α = 56° 58’, Z = 1. Die Struktur entspricht einem rhomboedrisch verzerrtem NaSbF6-Typ.

## Sicherheitshinweise
Die Verbindung ist toxisch beim Verschlucken oder Inhalieren.
Verbrennungsprodukte der Verbindung sind Fluorwasserstoff, Lithiumoxid und Antimonoxide.